# Шатилов, Владимир Павлович
Шатилов Владимир Павлович (1855 — 28 ноября 1928) — генерал от инфантерии.

## Биография
Общее образование получил в Саратовской гимназии.
Поступил на службу 27 августа 1871 года. После обучения в Казанском пехотном юнкерском училище, выпущен прапорщиком (18.11.1874) в 158-й пехотный Кутаисский полк. Участвовал в ликвидации независимости Кокандского ханства. За боевые отличия произведён в чин подпоручика (12.3.1876). Участник русско-турецкой войны 1877—1878 годов. Поручик (18.6.1877). Был ранен. Штабс-капитан (5.8.1878; за боевые отличия). Капитан (14.7.1881). Подполковник (13.3.1885). Окончил Офицерскую стрелковую школу. Командовал ротой (4 года 1 месяц); батальоном (7 лет 2 месяца). Командир 1-й Кавказской туземной стрелковой дружины (2.7.1893—1.10.1899). Полковник (25.3.1894; за отличие). Командир 31-го пехотного Алексопольского полка (1.10.1899—25.3.1904). Генерал-майор (25.3.1904; за отличие). Участник русско-японской войны 1904—1905 годов. Командир 2-й бригады 1-й Сибирской пехотной дивизии (25 марта — 22 сентября 1904 года). Командир 2-й бригады 9-й пехотной дивизии (22.9.1904—13.12.1906). Начальник 7-й Туркестанской стрелковой бригады (13.12.1906—3.12.1908). Генерал-лейтенант (3.12.1908; за отличие). Начальник 2-й Сибирской стрелковой дивизии (3.12.1908—13.12.1911). Начальник 20-й пехотной дивизии (13.12.1911—1.5.1913). 1 мая 1913 года назначен начальником Кавказской гренадерской дивизии, с которой вступил в войну в составе 2-го Кавказского армейского корпуса. 8 июня 1915 года зачислен в резерв чинов при штабе Киевского, а 3 сентября 1915 года — Петроградского военного округа. Командир 34-го армейского корпуса (23.2.1916—22.1.1917). Генерал от инфантерии (10.4.1916; за отличие). С июля 1916 года корпус входил в состав 4-й армии, а в августе 1916 года передан в состав Особой армии. 22 января 1917 года отчислен от должности с назначением в резерв чинов при штабе Киевского военного округа. С 8 февраля 1917 года состоял в резерве чинов Петроградского военного округа. 15 апреля 1917 года уволен от службы по болезни с мундиром и пенсией.
После Октябрьской революции уехал на Кавказ, где примкнул к Белому движению. Состоял представителем главного командования Добровольческой армии в Грузии, был арестован грузинскими властями. С 10 октября 1918 года возглавлял полуофициальный Тифлисский центр Добровольческой армии (утверждён 2.2.1919). В составе ВСЮР — комендант Екатеринослава (1919), с 3 ноября 1919 года находился в резерве чинов Добровольческой армии. После поражения белых армий эмигрировал в Югославию.
Умер 28 ноября 1928 года в Белграде.

## Награды
- Орден Святой Анны 3-й степени с мечами и бантом (1877);
- Орден Святого Владимира 4-й степени с мечами и бантом (1879);
- Орден Святого Станислава 2-й степени (1893);
- Орден Святой Анны 2-й степени (1900);
- Орден Святого Владимира 3-й степени (1904);
- Мечи к ордену Святого Владимира 3-й степени (1905);
- Орден Святого Станислава 1-й степени с мечами (1905);
- Орден Святой Анны 1-й степени с мечами (1905);
- Золотое оружие (30.3.1907);
- Орден Святого Владимира 2-й степени (1911);
- Мечи к ордену Святого Владимира 2-й степени (12.11.1914);
- Орден Белого Орла с мечами (7.3.1915).